# فيديكا
فيديكا هي ممثلة هندية، ولدت في 21 فبراير 1988 في الهند.

## وصلات خارجية
- فيديكا على موقع IMDb (الإنجليزية)
- فيديكا على موقع قاعدة بيانات الأفلام العربية
- فيديكا على موقع قاعدة بيانات الفيلم (الإنجليزية)